# Parodontodynerus eremicus
Parodontodynerus eremicus är en stekelart som först beskrevs av Giordani Soika.  Parodontodynerus eremicus ingår i släktet Parodontodynerus och familjen Eumenidae. Inga underarter finns listade i Catalogue of Life.